# كريستيان دوردا
كريستيان دوردا (بالألمانية: Christian Dorda)‏ (من مواليد 6 ديسمبر عام 1986، في مونشنغلادباخ - ألمانيا) لاعب كرة قدم ألماني ذو أصول بولندية يلعب حاليا لصالح نادي الدرجة الأولى بوروسيا مونشنغلادباخ الألماني منذ 1996 في مركز قلب الدفاع .

## روابط خارجية
- كريستيان دوردا على موقع قاعدة بيانات كرة القدم.إي يو (الإنجليزية)
- كريستيان دوردا على موقع بيانات كرة القدم. دي إي (الألمانية)
- كريستيان دوردا على موقع Soccerway.com (الإنجليزية)
- كريستيان دوردا على موقع عالم كرة القدم.نت (الإنجليزية)
- كريستيان دوردا على موقع كووورة